# Chè gân
Chè gân (danh pháp hai phần: Camellia euphlebia) là một loài thực vật thuộc chi Chè. Đây là loài bản địa Trung Quốc và Việt Nam. Chúng đang bị đe dọa mất môi trường sống.